# 公共選擇理論
公共選擇理論（英語：Public choice theory），或稱公共選擇（Public choice），是“使用經濟工具來處理政治學的傳統問題”之研究理論，其內容包括對政治行為的研究（參見行為主義政治學）。 在政治學中，它是研究自利行動者（選民、政客、官僚）及其互動的實證政治理論的一個子集，可以用多種方式表示—使用如標準約束效用最大化（英語：standard constrained utility maximization）、博弈理論，或決策理論。它是當代政治經濟學著作的起源和思想基礎。公共選擇理論包括那些使用經濟學方法論解釋政治行為、決策過程和結構的理論和研究領域。 它分析了選民、政府、政黨和利益集團等政治行為者的個人和集體行動。
在流行的使用中，“公共選擇”通常被用作現代公共選擇理論的組成部分的簡稱，該理論側重於民選官員、官僚和其他政府代理人在職位上進行決策時如何被自己感知到的自身利益影響。該領域之經濟學家詹姆斯·麥基爾·布坎南獲頒1986年諾貝爾經濟學獎，“以表彰他在這一領域發展了經濟和政治決策理論的契約和憲法基礎”。
公共選擇分析起源於實證分析（“是什麼”），但通常用於規範目的（“應該是什麼”），以識別問題或建議改進憲政規則（即憲政經濟學）。
公共選擇理論也與社會選擇理論密切相關，社會選擇理論是一種聚合個人利益、福利或選票的數學方法。許多早期研究都有這兩個方面，且該兩領域都使用經濟學和博弈論的理論分析工具。 由於選民行為影響公職人員的行為，公共選擇理論經常使用社會選擇理論的結果。 公共選擇的一般處理也可以歸入公共經濟學。
建立在經濟理論基礎上的公共選擇有一些在很大程度上得到遵守的核心原則。 第一個是使用個人作為共同決策單位。 因此，沒有由一個整體做出的決定。 相反，決策是由個人的綜合選擇做出的。 第二個是在政治體系中使用市場，這被認為是對真正經濟學（英語：true economics）的回歸。最後是政治體制內所有個人的利己本性。 然而，正如 Buchanan 和 Tullock 所說，“經濟個人主義行為假設的最終辯護必須是實證的……模型唯一的最終檢驗在於它是否有能力幫助理解真實現象”。
公共選擇理論提出的主要基础之一是理性選擇理論，假設人們的行為都是出自從有限的可用手段裏挑選達成目標的途徑。另一個研究目標不同、但卻有相同研究基础的學科則是實證政治理論（英語：Positive political theory）。

## 起源和形成
現代的公共選擇理論開始於政治學家鄧肯·布萊克（Duncan Black），他在1948年提出了一套後來會成為中位選民理論（median voter theory）的概念，他也寫下The Theory of Committees and Elections（1958）一書。經濟學家戈登·圖洛克（Gordon Tullock）將他稱為是「公共選擇理論之父」（1987, p. 1040）。
詹姆斯·M·布坎南以及戈登·圖洛克在1962年共同發表了《計算共識》（The Calculus of Consent），這本書被視為是創立公共選擇學派的里程碑。尤其因為本書探討了一個自由社會下的政治結構，然而兩人所使用的研究方式和概念，在本質上卻是「源自於研究一個社會的經濟架構的學科」。這本書專注於以實證經濟學的分析方式解讀現代立憲民主制政府的運作，但研究的主軸則是聚焦於政府在政策實踐上與社會選擇間產生的衝突、與原先理想中的資源分配最佳狀態的落差。
肯尼斯·約瑟夫·阿羅在1951年所發表的《社會選擇與個人價值》（Social Choice and Individual Values）一書也影響了公共選擇理論的發展。其他重要的作品還包括了公共行政學家安東尼·唐斯所著的《民主的經濟理論》（1957）以及曼瑟尔·奥尔森所著的The Logic of Collective Action（1965）。
公共選擇理論通常與維吉尼亞州的大學相連結，尤其是喬治梅森大學、維吉尼亞大學、和維吉尼亞理工大學。喬治梅森大學的詹姆斯·M·布坎南與戈登·圖洛克一同發展了這個理論，他們也因此被稱為政治經濟學的「維吉尼亞學派」。
隨著公共選擇社會（Public Choice Society）組織在1965年於美國成立，公共選擇理論的發展也隨之加快。組織的所在地開始發行一份名為公共選擇的學術期刊，並且定期舉行學術討論會。參與期刊和討論會的主要是經濟學家和政治學家，經濟學家們引入他們以「選擇」為基礎、架構研究模型的技巧，政治學家們則引入他們對不同政治體制的知識、以及對於政府體制和政治互動之間的研究。其他許多領域的學者，包括了哲學、公共行政學、以及社會學家們也都參與了公共選擇理論的發展。公共選擇理論發展的結果則是產生了一批專精於研究集體決策的學者，在研究上這些學者假設所有的經濟人都是出於私利而採取行動的。

## 理論
公共選擇理論經常探討的是：何以某一政治決策，最後會引致違背公眾意向的結果。舉例，許多利益集團和政治分肥推動的政策，都會造成與民主政治理念相反的結果。而各種政客，都有可能為一己私利而支持這些政策。首先這些政策可以在心理上帶來滿足感，讓他們覺得自己掌握權力、而且有重要性。這些政策也可以為他們帶來遊說、賄賂所得的大筆收入。這些政策可能是政客替自己選區或家鄉爭取的利益，藉此爭取地方選票或競選募款。由於這些政策費用都是靠公帑，當享受這些政策帶來的利益之時，政客們無需因此付出任何代價。專門遊說的利益團體都是理性地採取行動，透過遊說，從政府手上獲得大量補助、優惠。倘非如此，將會面臨被市場上的競爭者淘汰的下場。納稅人們也是理性地採取行動，要廢除任何由政府施予政客的利益都是難上加難，而同時個別的納稅人們則很少從這些政治分肥裏受益。每項政府施予的政治分肥案都只會花費每個公民幾便士、或是幾塊錢的稅款，然而為了終結這些分肥而必須付出的成本卻要高出好幾倍。每個在賽局裏的個人都有動機依照他們現有的模式採取行動，雖然他們對於民主政治的最初期望完全不是這樣。
要開始一項公共選擇理論研究的簡單方式便是去探索政府體制的本身。依據這種程序，最根本的研究來源是政府的起源。雖然一些作品也討論到無政府狀態、獨裁政治、革命、甚至戰爭，但主要的研究則是聚焦於研究在現代民主立憲體制裏，集體決策所產生的基本問題。這種研究先假設有一群個人創建了一個政府，接着開始研究這些個人所選出的民意代表或官僚（「政府媒介」）在政策實踐上會與原先的理想產生怎樣的衝突。
主要的問題在於：（1）要如何雇用有才幹而又值得信賴的人來進行每天的政治決策、以及（2）要如何建立起一個有效的系統以監督並管理這些人。為了回答這些問題，必須要衡量到如何在政府裏建立不同的機構和決策權力、如何建立投票制度以及各種判定選舉候選人獲勝的方式，也必須衡量到既定法規對於民選或指派的官員的影響，並且衡量憲法的架構、以及為了保護公民而設立的法律權利，尤其是那些與公民監督政府有關的權利，同時還必須避免政府人員對實行監督權利的公民施加迫害。
這些都是相當複雜的題目。在實踐上，大多數公共選擇領域的著作都只是研究一些特定的議題。例如已經有大量的研究探討不同的投票制度，以及更具體的，要如何將選民們的期望轉換為一個完整的「集體偏好」。一些研究則發現即使是在看似簡單的狀況下，也不可能出現完整的集體偏好，這個理論又稱為阿羅不可能定理。阿羅不可能定理是對於投票制度悖論的經濟學歸納，主張選民們根本沒有理由去期望民主政治會使每個人擁有相同的選擇權利，即使是在進行集體決策的最好方式下也必定會出現一定程度的誤差。
許多研究便是聚焦於探索集體決策在實踐上的問題。在人們想像中，民主政治的決策，彷彿是由全體選民集體做出、而不需付出任何集體決策代價，然而這與實際上由各選區選出立法代表進行表決時的情況卻可能有天壤之別。重要的問題之一，在於立法代表們，在實行立法權力時，可能採取各種拉攏支持、談判斡旋的舉動，同時政黨和利益集團也會影響立法代表們的決策。公共選擇理論也因此廣泛地研究了這些領域，研究立法代表們在決策上會產生的問題、以及如何以憲法體制約束立法決策便是公共選擇理論的主要子領域。
另一個主要的子領域研究是對於官僚的研究。一般的研究模型假設高層的官僚是由政府首腦或立法委員所挑選的，這取決於民主制度是採用總統制還是議會制。研究模型通常假設高層官僚有著固定薪水、必須持續討好指派他的人（總統或國會）以保住職位，指派他的人則有權力決定繼續雇用他或開除他。然而，數量佔絕大多數的中低層官僚，都是一些被政府制度所雇用並保護的小公務員；每當新上任的高層官僚人員，要進行重大改革時，必然會面臨這些小公務員的反彈和排斥。這樣的尷尬情況與在私人企業裏，商人必須替自己公司的產品生產和銷售成敗負起完全責任（同時也會享受到完全的利潤）產生鮮明對比，而且老闆還可以彈性的雇用或開除任何員工。
還有一個接近公共選擇理論的研究領域是「競租」，這個領域結合了對於市場經濟和對政府的研究，這也因此可以被視為一種「新的政治經濟學」。這個領域的基本假設，是要研究當市場經濟與政府共存時，政府人員本身便是許多政治分肥和市場特權的來源。由於政府人員和市場的參與者都是出於私利而採取行動的，市場參與者會爭相搶奪要「租下」（透過遊說等手段）由政府頒布的壟斷特權。當這樣的壟斷特權被頒布時，市場經濟的效率便會被大幅削減甚至毀滅。除此之外，許多本來可以被消費者所享用到的生產資源也被那些競租者所浪費掉了。
競租理論的範疇事實上大過了公共選擇理論，因為它可以同時套用在獨裁制度或民主制度上，也因此它並不完全是針對集體決策的研究。不過，這些競租者對於立法代表、政府首腦、官僚人員、甚至法官所施加的各種影響，都是公共選擇理論在研究集體決策制度時所必須考慮的。而且，那些最初設計了一個政府的集體成員也必須被視為競租者看待，評估他們在設計體制時與自身利益產生的衝突。

## 觀點
在公共選擇理論出現前，許多經濟學家都以為政府是在經濟學研究範圍之外的體制，並且認為政府的活動是與那些經濟體制裏的活動不同的（不過的確有一些經濟學家如帕累托在這之前已將國家和其體制列入研究考量）。
公共選擇理論試著從研究官僚和政客的角度上探索政府帶來的影響，並且假設這些人都是根據於自己的私利採取行動，他們的一舉一動都是為了增進自己的經濟利益（如他們的個人福利）。公共選擇理論利用經濟學的分析方式（通常是博弈論和決策論）探索政治上的決策進行過程，以此揭露在政府體制下必然出現的效率低落現象。許多奧地利經濟學派的經濟學家也進行了類似公共選擇理論的研究（包括米塞斯、哈耶克等人），這樣的研究模型先假設政客們是真心要造福人民的、然而卻無法取得足夠的經濟資訊（這個問題又稱為「經濟計算問題」），由於他們在進行決策的過程中無法得知充分的經濟資訊，這些政策往往就會造成和一般公共選擇理論所假設的理性私利行為下相等的悲慘後果。
公共選擇理論的研究焦點也有实证性研究與规范性研究之別，规范性的公共選擇理論通常是研究實行怎麼樣的政策「可以」產生理想的結果，而实证性的公共選擇研究則是研究政府所實行的某些政策在實踐上「可能」造成怎樣的後果。

### 公共選擇問題的解決辦法
公共選擇理論所提出的利益集團干涉政策決策的問題，有許多可能的解決辦法曾被提出。從博弈論裏人們了解到，在任何競爭性質的比賽裏引進隨機性可以防止參賽者徹底掌握比賽的動向並進而作弊。在歷史上一些政治決策體系也是依據此一概念設置的，比如說以抽籤來決定最終進行決策的官員。許多國家的司法體制以隨機方式選擇陪審團成員，也是根據於同樣的道理。

## 結論
公共選擇理論的主要結論之一，便是主張在一個民主政體裏，由 於選民間有着理性的無知現象，政府所能提供的公共利益最終無法滿足民眾的需求。每個選民都面臨到一個殘酷的現實：他所投下的一票對於選舉的結果影響微乎其微，然而若要更充分了解選舉的候選人和議題便需要花費更多他自己的時間及資源。也因此，選民會理性的選擇在政治上保持無知，甚至不參與投票。理性選擇理論的研究者們主張這能解釋為何在現代民主政治下大多數的公民都對政治議題保持無知狀態，也能解釋為何投票率會如此低下。
雖然政府的存在純粹是為了提供公共利益給廣大民眾，但卻有可能有許多利益團體出於私利而進行遊說活動，推動政府實行一些會帶給他們利益、但卻犧牲了廣大民眾的錯誤政策。舉例而言，製糖產業的遊說者可能會遊說政府補助他們的糖產品，或是施加貿易保護主義的政策，無論採用哪種方式，結果都會導致效率低落的經濟生產。而這些效率低落的政策所帶來的後果則必須由所有民眾一同承擔，也因此個人並不會特別注意到自己正蒙受其害。在另一方面，這些效率低落的政策所造福的只是一小群分享共同利益的團體，而這些團體也因此會繼續進行遊說以維持自己的利益。絕大多數的選民則由於理性的無知而忽略了這些政策的後果。也因此，研究者們假設各種特殊利益團體都會企圖進行遊說以推行各種效率低落的政策。而在公共選擇理論裏，由於這種問題而產生的政府效率低落則被稱為「政府失靈」—這一詞是為了對比早期福利經濟學所提出的「市場失靈」一詞。
也是因為這種結論，公共選擇理論經常被視為是反政府管制的理論，例如詹姆斯·M·布坎南本身即為知名的自由意志主義者。不過進行公共選擇理論的學者也不一定就會抱持這樣的意識形態，例如曼瑟尔·奥尔森便是支持大政府的經濟學家。更整體來說，詹姆斯·M·布坎南曾將公共選擇理論定義為一種「缺乏浪漫的政治研究」，以駁斥早期為了證明市場失靈而提出的過度理想化的政治研究。

## 影響和知名度
最早將公共選擇理論套用至研究政府管制上的經濟學家包括了喬治·斯蒂格勒（1971）和Sam Peltzman（1976）。威廉斯·奈斯坎南則通常被視為是公共選擇理論在研究官僚上的創始人。
一些知名的公共選擇理論學家還曾獲頒諾貝爾經濟學獎，包括了詹姆斯·M·布坎南（1986）、喬治·斯蒂格勒（1982）、蓋瑞·貝克（1992）。除此之外，弗农·史密斯（2002）也曾在1988年至1990年間擔任公共選擇學會(Public Choice Society)的主席。

## 批評
福利經濟學家阿馬蒂亞·庫馬爾·森曾以一個故事諷刺公共選擇理論：有一個外地人問「請問到火車站怎麼走？」「當然」，本地人一邊說一邊指向相反的方向，郵局正好在那裏。「您能順路幫我發封信嗎？」「當然」，外地人一邊回答，一邊想著打開信封，看看裏面有沒有值得偷的東西。不過實際上阿马蒂亚·库马尔·森參與了公共選擇理論的發展，例如他的Collective Choice and Social Welfare一書。
詹姆斯·布坎南與戈登·圖洛克列出了他們認為公共選擇理論所存在的局限性：
「就算這套理論的確被證實可以用理性私利動機來解釋政治活動的一部分，這並不代表所有的人在所有的時間和情況下都會依照這種模式來行動…集體選擇理論只能用以解釋集體行為的一小部分。然而，只要我們能證實一小部分的個人行為的確是根據在私利動機上的，並且能夠追溯出這部分人在群體裏的位置，以此避免將所有人都打入同一套行為模式，那麼公共選擇這套理論仍然在分析政治行為上有著正面的價值。」
公共選擇理論的學者常被批評他們無法解釋為何人們的部分行為是根據在非經濟動機的基礎上。不過，公共選擇理論學者常強調人們的行為是由非常多的動機所影響的，而包括人道行為在內的行為其實都是理性的，也因此公共選擇理論可以解釋許多其他理論無法解釋的事物。就拿之前阿馬蒂亞·庫馬爾·森所舉的例子來說，公共選擇理論並沒有假設每個人隨時都想著要趁機占他人便宜或損害他人利益，而是假設人的行為是理性的，也因此本地人指點外地人到正確的火車站其實是更為理性的選擇。

## 新公共管理
1990年代新公共管理(New Public Management)思維興起起因於
- 反國家主義(anti-statism)思潮的衝擊,以經濟學市場理論為基礎的公共選擇理論,其小而美的政府觀(minimal government)納入了公共行政的公共理論述當;
- 比尔·克林顿(1946~)任美總統(1993~2001)後授權副总统高爾(Albert Gore, 1948~)所進行的政府再造(reinventing government)運動。

## 外部連結
- 詹姆斯·M·布坎南的作品收集 在經濟學與自由圖書館
- The Calculus of Consent 詹姆斯·M·布坎南和戈登·圖洛克所著
- "公共選擇理論" （页面存档备份，存于） 在Concise Encyclopedia of Economics
- Notes for a course in public choice （页面存档备份，存于） Bryan Caplan所著
- 公共選擇理論簡介 （页面存档备份，存于） Leon Felkins所著
- 公共選擇學界 （页面存档备份，存于） Pat Gunning所著
- "Statement of Purpose," 公共選擇社會